# 니야스 일리야소프
니야스 안바로비치 일리야소프(러시아어: Ния́з Анва́рович Илья́сов, 1995년 8월 10일~)는 러시아의 유도 선수이다. 2018 세계 유도 선수권 대회에 참여하여 동메달을 획득했으며, 2020년 하계 올림픽에서도 동메달을 획득했다.
민족은 메스케티 튀르크인이다.